# NGC 4268
NGC 4268 (również PGC 39712 lub UGC 7371) – galaktyka spiralna z poprzeczką (SB0-a), znajdująca się w gwiazdozbiorze Panny. Odkrył ją Eduard Schönfeld 1 kwietnia 1862 roku. Należy do Gromady w Pannie.